# Lendu
I Lendu sono un gruppo etno-linguistico di agricoltori, residenti nell'est della Repubblica Democratica del Congo nell'area ad ovest e nord-ovest del Lago Alberto, in particolare nella Provincia dell'Ituri.
I popoli Ngiti e Bendi, assieme ai Lendu, formano il raggruppamento Lendu delle Lingue Sudanesi centro-orientali. Ci sono all'incirca 750.000 parlanti Lendu nella Repubblica Democratica del Congo, e 10.000 in Uganda.
La controversia tra i Lendu e gli Hema ha formato la base per il conflitto dell'Ituri.